# Aírton Graciliano dos Santos
Aírton Graciliano dos Santos (sinh ngày 15 tháng 5 năm 1974) là một cầu thủ bóng đá người Brasil.

## Sự nghiệp câu lạc bộ
Aírton Graciliano dos Santos đã từng chơi cho Verdy Kawasaki.

## Thống kê câu lạc bộ

### J.League
| Đội            | Năm       | J.League | J.League | J.League Cup | J.League Cup | Tổng cộng | Tổng cộng |
| Đội            | Năm       | Trận     | Bàn      | Trận         | Bàn          | Trận      | Bàn       |
| -------------- | --------- | -------- | -------- | ------------ | ------------ | --------- | --------- |
| Verdy Kawasaki | 1996      | 13       | 1        | 11           | 3            | 24        | 4         |
| Tổng cộng      | Tổng cộng | 13       | 1        | 11           | 3            | 24        | 4         |